# Ivo Lakučs
Ivo Lakučs (ur. 4 marca 1979 w Valmierze) – łotewski kolarz torowy i BMX, srebrny medalista mistrzostw świata BMX.

## Kariera
Pierwszy sukces w karierze Ivo Lakučs osiągnął w 1997 roku, kiedy zwyciężył w kategorii juniorów podczas mistrzostw świata BMX w Saskatoon. Na rozgrywanych cztery lata później mistrzostwach w Louisville zdobył srebrny medal w kategorii elite. W zawodach tych wyprzedził go jedynie Dale Holmes z Wielkiej Brytanii, a trzecie miejsce zajął Randy Stumpfhauser z USA. Jeszcze kilkakrotnie startował na mistrzostwach świata, ale medalu już nie zdobył. Startował także w kolarstwie torowym - na igrzyskach olimpijskich w Sydney w 2000 roku wspólnie z kolegami z reprezentacji był ósmy w sprincie drużynowym. W 2008 roku wziął udział w igrzyskach w Pekinie, jednak nie wszedł do finału wyścigu BMX.